# William Sawyer (Politiker)
William Sawyer (* 5. August 1803 im Montgomery County, Ohio; † 18. September 1877 in St. Marys, Ohio) war ein US-amerikanischer Politiker. Zwischen 1845 und 1849 vertrat er den Bundesstaat Ohio im US-Repräsentantenhaus.

## Werdegang
Im Jahr 1818 absolvierte William Sawyer eine Lehre als Schmied. In diesem Beruf arbeitete er danach in Dayton und dann in der Nähe von Grand Rapids in Michigan. Im Jahr 1829 zog er nach Miamisburg. Gleichzeitig schlug er als Mitglied der Demokratischen Partei eine politische Laufbahn ein. Zwischen 1832 und 1835 saß er als Abgeordneter im Repräsentantenhaus von Ohio, dessen Präsident er im Jahr 1835 war. In den Jahren 1838 und 1840 kandidierte er noch erfolglos für das US-Repräsentantenhaus. Seit 1843 lebte er in St. Marys.
Bei den Kongresswahlen des Jahres 1844 wurde Sawyer im fünften Wahlbezirk von Ohio in das US-Repräsentantenhaus in Washington, D.C. gewählt, wo er am 4. März 1845 die Nachfolge von Emery D. Potter antrat. Nach einer Wiederwahl konnte er bis zum 3. März 1849 zwei Legislaturperioden im Kongress absolvieren. Diese waren von den Ereignissen des Mexikanisch-Amerikanischen Krieges geprägt. Im Jahr 1848 verzichtete er auf eine weitere Kandidatur.
In den Jahren 1850 und 1851 war Sawyer Delegierter auf einem Verfassungskonvent seines Staates; 1856 gehörte er nochmals dem Repräsentantenhaus von Ohio an. Bis 1861 arbeitete er für die Katasterbehörde im Otter Trail District des Staates Minnesota. Von 1870 bis 1874 war er Kurator des Ohio Agricultural and Mechanical College, der späteren Ohio State University. Zwischen 1870 und 1877 war er Bürgermeister und Friedensrichter in St. Marys. Dort ist er am 18. September 1877 auch verstorben.